# Pêche à la mitraillette
Pour les articles homonymes, voir mitraillette.
Un train de plumes, ou pêche à la mitraillette, est une technique de pêche utilisant des lignes composées de fibres (jadis de vraies plumes) blanches ou colorées, accompagnées de brill (fibres brillantes) qui attirent les poissons, qui viennent mordre aux hameçons dissimulés dans les fibres.

## Montage
Un train de plumes est composé d'une ligne principale et de petites potences de cinq centimètres environ, terminées par des hameçons où sont ligaturées des fibres blanches ou colorées et des brillantes. Des perles fluorescentes peuvent être placées devant les hameçons pour attirer le poisson de loin.
Un lest ou une cuiller ondulante doit être installé en bout de ligne pour descendre dans l'eau.

## Poissons visés
Les poissons recherchés avec cette technique sont des poissons de pêche sportive : maquereaux, bars, lieu ainsi que des poissons moins nobles tels que les sprats, éperlans, athérines ou lançons.

## Technique
Pour pêcher au train de plumes, ou mitraillette, il faut : 
- d'un bateau, faire descendre la ligne et la remonter par saccades.
- du bord, lancer la ligne le plus loin possible et la ramener, c'est la technique du "lancer-ramener".